# Методът „Уилямс“
„Методът Уилямс“ (на английски: King Richard) е американска биографична драма от 2021 година на режисьора Рейналдо Маркъс Грийн и по сценарий на Зак Бейлин, и последва живота на Ричард Уилямс, бащата и треньор на играчите по тенис Винъс и Серена Уилямс. Във филма участват Уил Смит, Аунджану Елис, Сания Сидни, Деми Сингълтън, Тони Голдуин, Джон Бърнтол, Даниел Лоусън и Лейла Крофърд.

## Премиера
Премиерата на филма е на 48-ият филмов фестивал във Телърайд на 2 септември 2021 г. Кино премиерата е на 19 ноември 2021 г., като Уорнър Брос е дистрибутор. През същия ден филмът се появява и в стрийминг платформата на Ейч Би О. Филмът получава смесени отзиви за изпълнението на Смит.
В България е пуснат по кината на същата дата от Александра Филмс.